# Potutory (stacja kolejowa)
Potutory (ukr. Потутори) – węzłowa stacja kolejowa w miejscowości Potutory, w rejonie tarnopolskim, w obwodzie tarnopolskim, na Ukrainie. Węzeł linii Tarnopol – Stryj ze ślepą linią do Brzeżan.

## Historia
Stacja powstała w okresie przynależności tych terenów do Austro-Węgier. Pierwotny budynek stacyjny w stylu galicyjskim nie zachował się.
W czasach austro-węgierskich oraz polskich od stacji odchodziła ślepa linia do Podhajec. Natomiast zaczynająca się tu linia biegnąca na północ, współcześnie kończąca się w Brzeżanach, prowadziła do Lwowa. Były one częścią Kolei Lokalnej Lwów-Podhajce. Decyzja o jej likwidacji, z wyjątkiem odcinka Potutory – Brzeżany, zapadła po II wojnie światowej, gdy zrezygnowano z jej odbudowy po zniszczeniach wojennych.